# Nordre Ringvej (Ringkøbing)
 For alternative betydninger, se Nordre Ringvej. (Se også artikler, som begynder med Nordre Ringvej)
Nordre Ringvej  er en to sporet ringvej der går igennem det vestlige Ringkøbing. Vejen er en del af primærrute 15  der går fra Grenaa til Søndervig, og er med til at lede den tung trafikken uden om Ringkøbing Centrum, så byen ikke bliver belastet af så meget gennemkørende trafik.
Vejen forbinder Holstebrovej i vest med Herningvej i øst, og har forbindelse til Mergelgelvej, Rindumvej Hugborgvej, og Isagervej.